# Charles François Laffite
Pour les articles homonymes, voir Laffite.
Charles François Laffite est un homme politique français né le 13 novembre 1798 à Nérac (Lot-et-Garonne) et décédé le 22 mai 1880 à Calignac (Lot-et-Garonne).

## Biographie
Procureur du roi à Nérac, conseiller général du canton de Nérac de 1836 à 1861, il est député Lot-et-Garonne de 1852 à 1863, siégeant dans la majorité dynastique soutenant le Second Empire.

## Sources
- Ressources relatives à la vie publique :   - base Léonore
  - Base Sycomore
- « Charles François Laffite », dans Adolphe Robert et Gaston Cougny, Dictionnaire des parlementaires français, Edgar Bourloton, 1889-1891 [détail de l’édition]